# Denton (Dover)
Denton – wieś w Anglii, w hrabstwie Kent, w dystrykcie Dover, w civil parish Denton with Wootton. Leży 12 km na południowy wschód od miasta Canterbury i 98 km na wschód od centrum Londynu. W 1961 roku civil parish liczyła 137 mieszkańców. Denton jest wspomniana w Domesday Book (1086) jako Danetone.